# Хексахедрит
Хексахедрит је структурни тип гвоздених метеорита. Састоји се скоро у потпуности од легуре гвожђа и никла и камасита. Количина никла у хексахедритима креће се између 5,3 и 5,8%.
Име су добили по коцкастој структури кристала камасита. На пресеку се не јављају Видманштетенове структуре, али зато има појава Нојманових линија, паралелних црта које се пресецају под различитим угловима.